# Rhodiola atsaensis
Rhodiola atsaensis là một loài thực vật có hoa trong họ Crassulaceae. Loài này được (Fröd.) H. Ohba miêu tả khoa học đầu tiên năm 1976.